# كلية الحاسوب وتكنولوجيا المعلومات جامعة صنعاء
كلية الحاسوب وتكنولوجيا المعلومات وكانت تعرف بمركز الحاسب الآلي في عام 2004/2005 ميلادي كنواة لكلية الحاسوب بإدارة الدكتور حسن أحمد شرف الدين، وتم تغيير اسمها إلى كلية الحاسوب وتكنولوجيا المعلومات في عام 2008/2007 ميلادي ومقرها صنعاء، الأمانة في الحرم الجامعي الجديد.

## البرامج
كان بكالوريوس الحاسوب يُدرَّس قبل ذلك في كلية العلوم في قسم الحاسوب والذي تبقى منه الآن قسم رياضيات الحاسوب، ومدّة الدراسة فيها أربع سنوات، تضمَ قرابة 150- 200 مقعدًا، والحد الأدنى المقبول هو نسبة 80% من التحصيل العلمي في الثانوية، كما يتوجّب على الطالب دخول اختبار قبول أو إجراء مفاضلة.
وتتألّف كليةُ الحاسوب وتكنولوجيا المعلومات من ثلاثة تخصصات رئيسة وهي:
- نظم المعلومات
- علوم الحاسوب
- تقنية معلومات.
- أمن سيبراني

## إدارة
تولَّى عمادة الكلية حسب الترتيب كل من:
الدكتور: على مانع الصيح.
الدكتور: مرهب الاسد.
الدكتورة: أمة الإله الحوري.
الدكتور: أيمن محرم.
الدكتور: فضل باعلوي.
الدكتور: عدنان المتوكل.
وَوُضعت خطة استراتيجية في عام 2014 لفتح قسم لإكمال دراسات الماجستير في تخصصات الحاسوب.